# Diócesis de Sandomierz
La diócesis de Sandomierz (en latín: Dioecesis Sandomiriensis y en polaco: Diecezja sandomierska) es una circunscripción eclesiástica de la Iglesia católica en Polonia. Se trata de una diócesis latina, sufragánea de la arquidiócesis de Lublin. Desde el 13 de junio de 2009 su obispo es Krzysztof Nitkiewicz.

## Territorio y organización

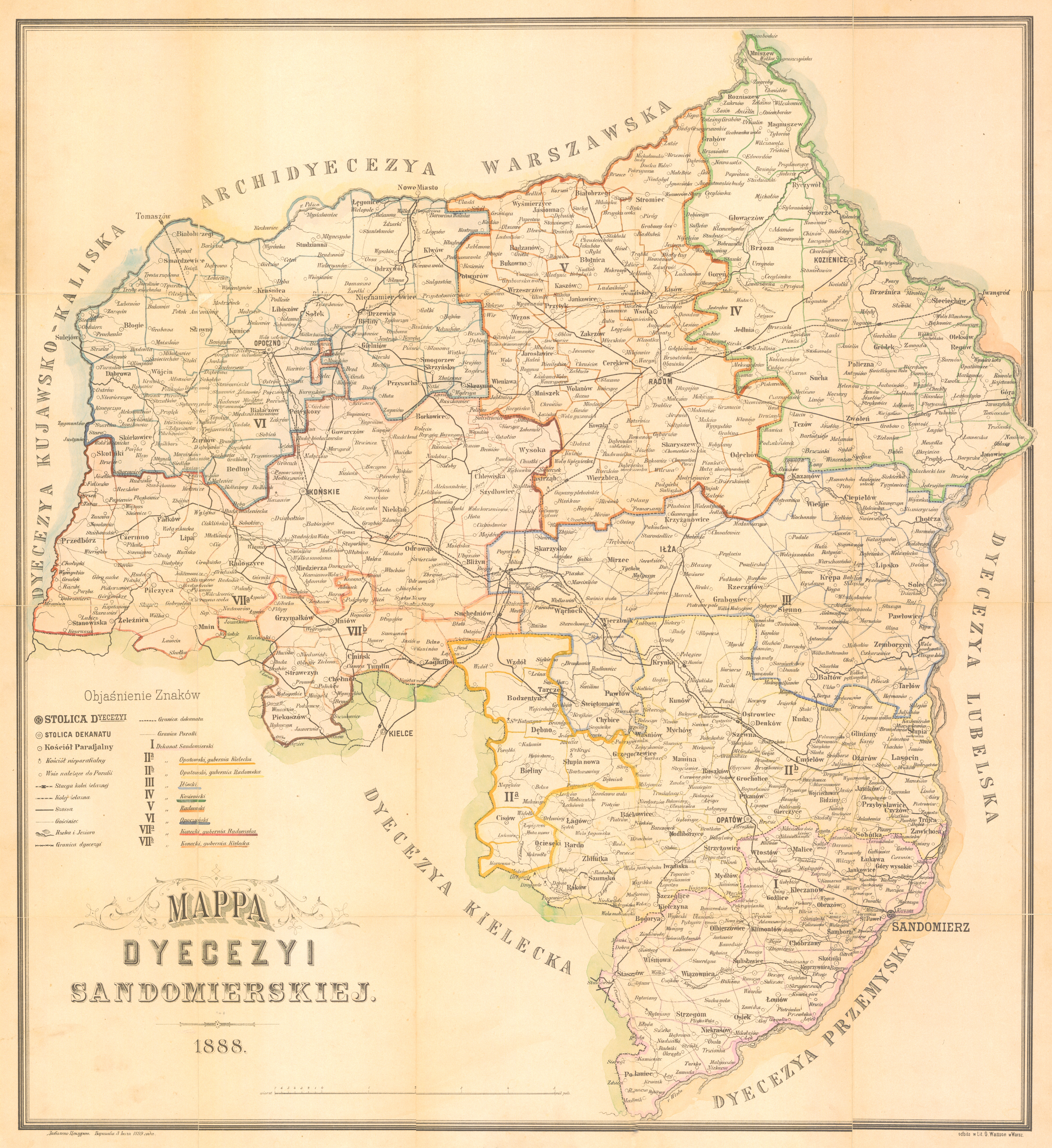
Mapa de la diócesis en 1888

La diócesis tiene 7850 km² y extiende su jurisdicción sobre los fieles católicos de rito latino residentes en la parte oriental del voivodato de Świętokrzyskie, la parte noroccidental del voivodato de Subcarpacia y una pequeña parte sudoccidental del voivodato de Lublin.

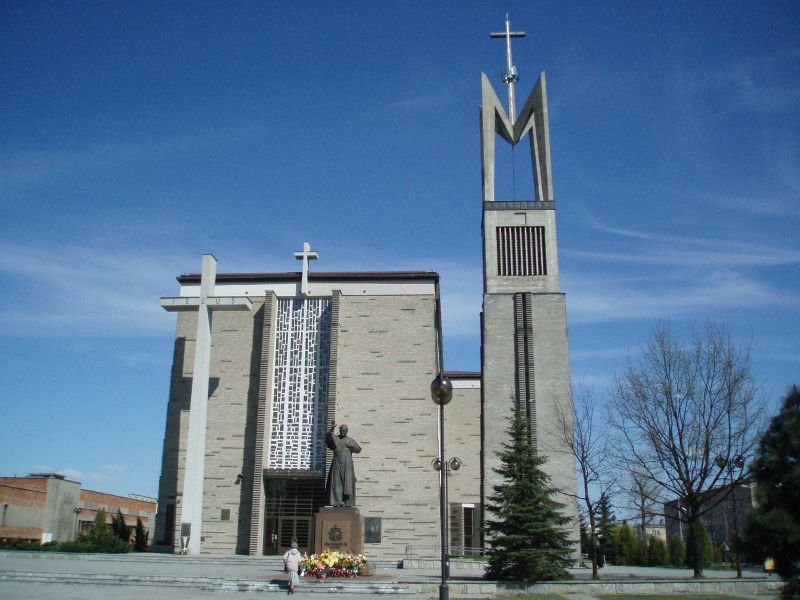
Basílica menor de Nuestra Señora Reina de Polonia, en Stalowa Wola

La sede de la diócesis se encuentra en la ciudad de Sandomierz, en donde se halla la Catedral basílica de la Natividad de la Santísima Virgen María. Además hay otras dos basílicas menores en la diócesis: la basílica de la Santa Cruz, en Święty Krzyż y la basílica de Nuestra Señora Reina de Polonia, en Stalowa Wola.

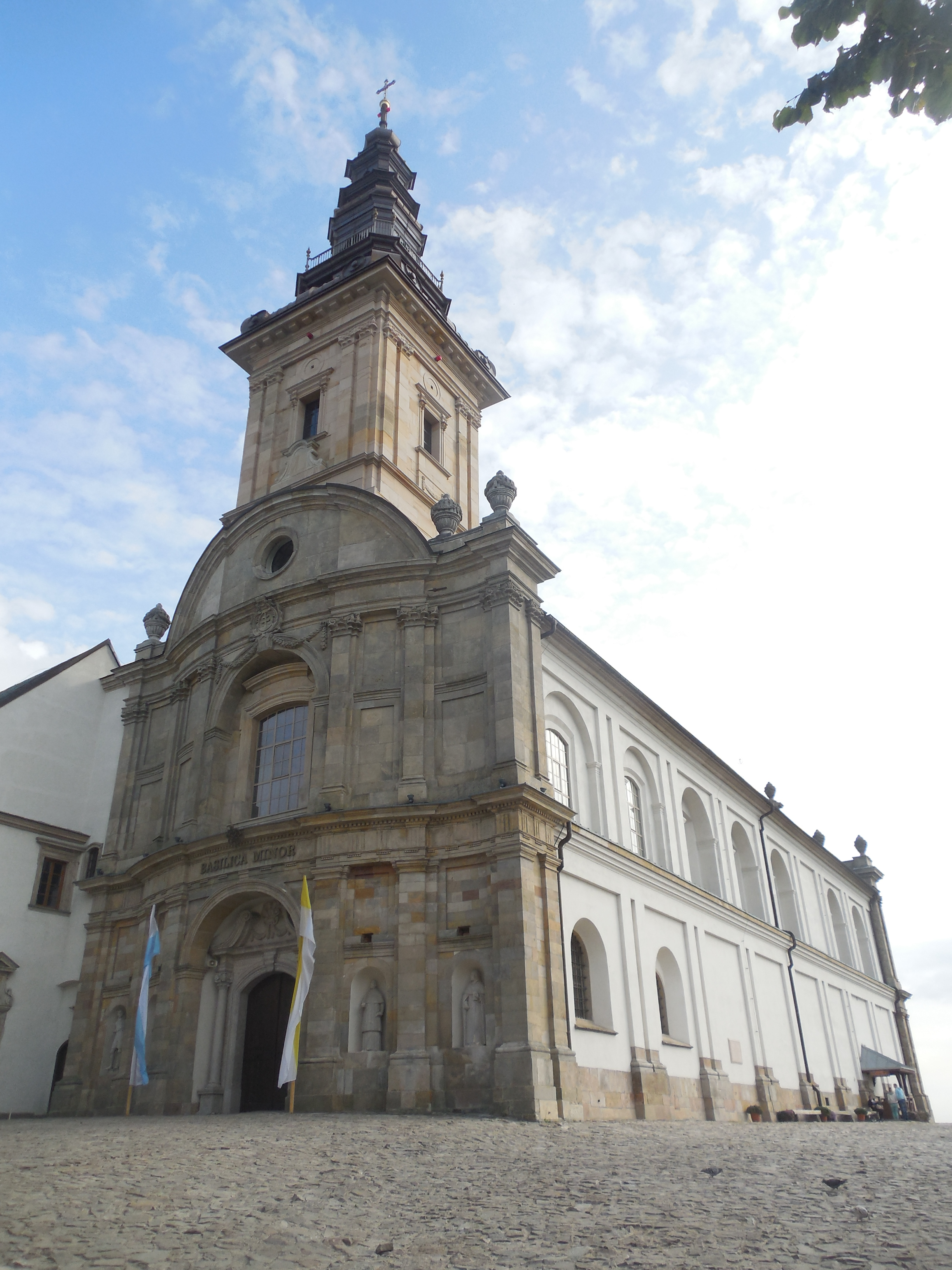
Basílica menor de la Santa Cruz, en Święty Krzyż

En 2023 en la diócesis existían 242 parroquias agrupadas en 24 decanatos.

## Historia
La diócesis de Sandomierz fue erigida el 30 de junio de 1818 por el papa Pío VII mediante la bula Ex imposita nobis, tras el traslado de la sede episcopal de la diócesis de Kielce. Originalmente era sufragánea de la arquidiócesis de Varsovia.
El 28 de octubre de 1925, mediante la bula Vixdum Poloniae unitas del papa Pío XI, se reorganizaron las diócesis de la nación polaca restaurada. La diócesis de Sandomierz perdió la totalidad o parte de 3 decanatos y 17 parroquias a favor de la diócesis de Kielce, mientras que de la misma diócesis ganó 5 parroquias. De este modo el río Vístula se convirtió en la frontera natural entre las dos diócesis.
En 1926, después de los diversos cambios establecidos por la bula, la diócesis estaba formada por 21 decanatos y 215 parroquias, con 392 sacerdotes diocesanos y poco menos de un millón de fieles.
El 3 de octubre de 1981 tomó el nombre de diócesis de Sandomierz-Radom, después de que el obispo Edward Henryk Materski transfiriera la sede de la diócesis de Sandomierz a Radom.
El 25 de marzo de 1992, tras la reorganización de las diócesis polacas querida por el papa Juan Pablo II mediante la bula Totus Tuus Poloniae populus, se escindió dando lugar a la actual diócesis de Sandomierz, sufragánea de la arquidiócesis de Lublin, y a la diócesis de Radom Al mismo tiempo incorporó algunas porciones del territorio de las diócesis de Przemyśl, de Lublin (hoy ambas arquidiócesis) y de Tarnów.

## Estadísticas
Según el Anuario Pontificio 2024 la diócesis tenía a fines de 2023 un total de 671 922 fieles bautizados.
| Año                                                                             | Población            | Población | Población      | Sacerdotes | Sacerdotes    | Sacerdotes    | Bautizados por sacerdote | Diáconos permanentes | Religiosos | Religiosos | Parroquias |
| Año                                                                             | Bautizados católicos | Total     | % de católicos | Total      | Clero secular | Clero regular | Bautizados por sacerdote | Diáconos permanentes | Varones    | Mujeres    | Parroquias |
| ------------------------------------------------------------------------------- | -------------------- | --------- | -------------- | ---------- | ------------- | ------------- | ------------------------ | -------------------- | ---------- | ---------- | ---------- |
| 1950                                                                            | 951 830              | 1 075 678 | 88.5           | 485        | 449           | 36            | 1962                     |                      | 46         | 736        | 248        |
| 1970                                                                            | 1 146 000            | 1 165 000 | 98.4           | 660        | 585           | 75            | 1736                     |                      | 94         | 759        | 271        |
| 1980                                                                            | 1 178 000            | 1 221 000 | 96.5           | 673        | 592           | 81            | 1750                     |                      | 92         | 854        | 273        |
| 1990                                                                            | 1 366 640            | 1 396 000 | 97.9           | 807        | 707           | 100           | 1693                     |                      | 124        | 766        | 351        |
| 1999                                                                            | 709 319              | 729 476   | 97.2           | 527        | 469           | 58            | 1345                     |                      | 83         | 469        | 229        |
| 2000                                                                            | 709 274              | 729 418   | 97.2           | 527        | 470           | 57            | 1345                     |                      | 83         | 470        | 230        |
| 2001                                                                            | 708 105              | 728 145   | 97.2           | 541        | 471           | 70            | 1308                     |                      | 98         | 473        | 231        |
| 2002                                                                            | 707 695              | 727 813   | 97.2           | 548        | 485           | 63            | 1291                     |                      | 90         | 471        | 235        |
| 2003                                                                            | 707 721              | 727 946   | 97.2           | 551        | 490           | 61            | 1284                     |                      | 73         | 415        | 236        |
| 2004                                                                            | 707 270              | 727 495   | 97.2           | 562        | 493           | 69            | 1258                     |                      | 77         | 424        | 236        |
| 2010                                                                            | 701 426              | 721 648   | 97.2           | 653        | 585           | 68            | 1074                     |                      | 79         | 406        | 239        |
| 2014                                                                            | 638 712              | 683 597   | 93.4           | 644        | 573           | 71            | 991                      |                      | 84         | 368        | 242        |
| 2017                                                                            | 677 713              | 679 432   | 99.7           | 635        | 571           | 64            | 1067                     |                      | 76         | 355        | 242        |
| 2020                                                                            | 682 523              | 683 123   | 99.9           | 622        | 545           | 77            | 1097                     |                      | 87         | 329        | 242        |
| 2022                                                                            | 674 748              | 675 312   | 99.9           | 603        | 539           | 64            | 1118                     |                      | 75         | 318        | 242        |
| 2023                                                                            | 671 922              | 672 147   | 100.0          | 609        | 542           | 67            | 1103                     |                      | 75         | 330        | 242        |
| Fuente: Catholic-Hierarchy, que a su vez toma los datos del Anuario Pontificio. |                      |           |                |            |               |               |                          |                      |            |            |            |

## Episcopologio

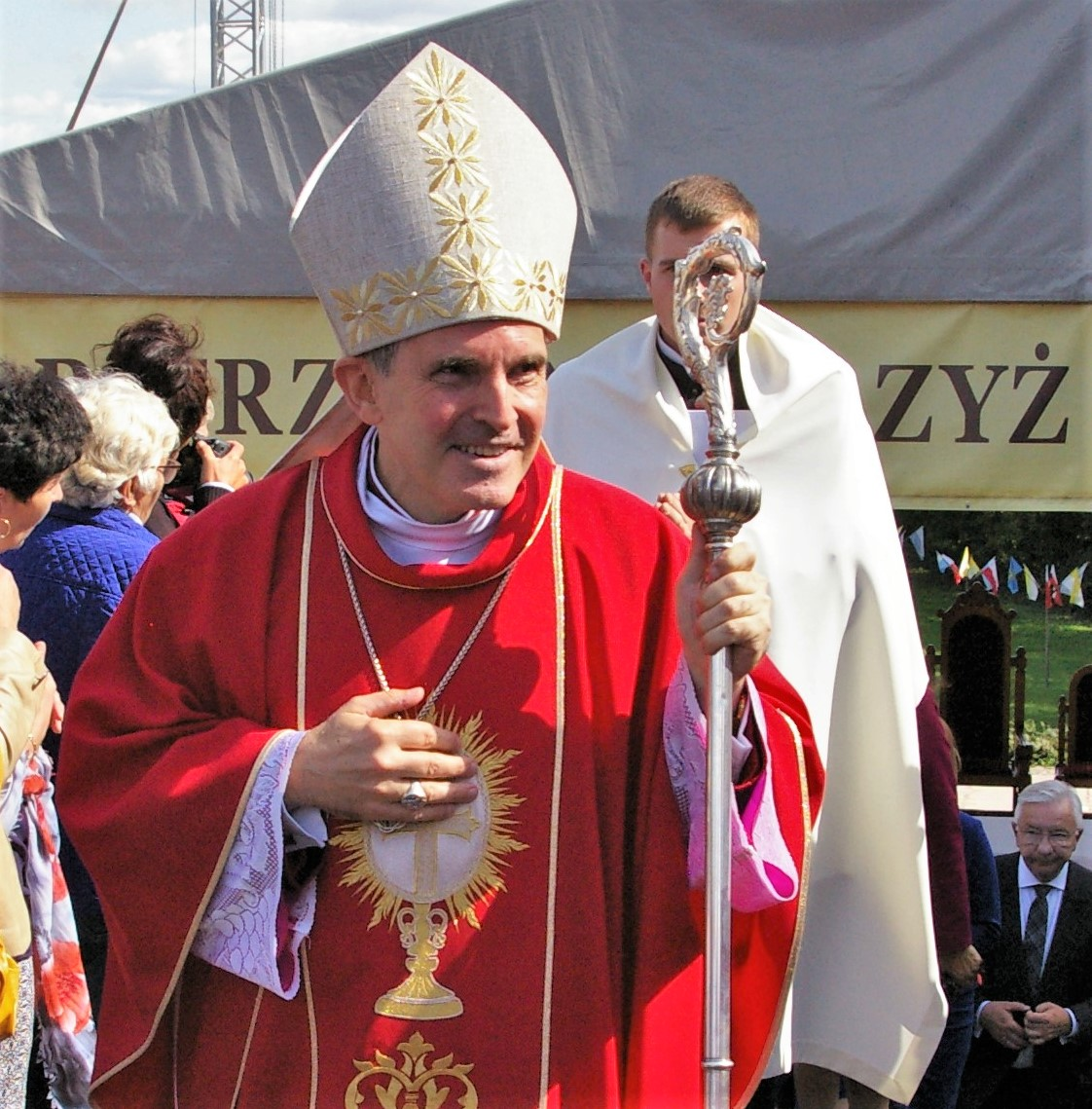
Krzysztof Nitkiewicz, obispo de Sandomierz desde 2009

- Szczepan Hołowczyc † (29 de marzo de 1819-17 de diciembre de 1819 nombrado arzobispo de Varsovia)
- Adam Prosper Burzyński, O.F.M.Ref. † (17 de diciembre de 1819-9 de septiembre de 1830 falleció)
  - Sede vacante (1830-1844)
  - Klemens Bąkiewicz † (24 de enero de 1842, pero el 2 de enero de 1842 había fallecido) (obispo electo póstumo)
- Józef Joachim Goldtmann † (25 de enero de 1844-27 de marzo de 1852 falleció)
  - Sede vacante (1852-1859)
- Józef Michał Juszyński † (15 de abril de 1859-24 de noviembre de 1880 falleció)
  - Sede vacante (1880-1883)
- Antoni Franciszek Ksawery Sotkiewicz † (15 de marzo de 1883-4 de mayo de 1901 falleció)
- Stefan Aleksander Zwierowicz † (17 de septiembre de 1902-4 de enero de 1908 falleció)
- Marian Józef Ryx † (7 de abril de 1910-1 de junio de 1930 falleció)
- Włodzimierz Bronisław Jasiński † (21 de agosto de 1930-30 de noviembre de 1934 nombrado obispo de Lodz)
  - Sede vacante (1934-1946)
  - Jan Kanty Lorek, C.M. † (26 de abril de 1936-12 de marzo de 1946 nombrado obispo) (administrador apostólico)
- Jan Kanty Lorek, C.M. † (12 de marzo de 1946-4 de enero de 1967 falleció)
  - Piotr Gołębiowski † (20 de febrero de 1968-2 de noviembre de 1980 falleció) (administrador apostólico)
- Edward Henryk Materski † (6 de marzo de 1981-25 de marzo de 1992 nombrado obispo de Radom)
- Wacław Józef Świerzawski † (25 de marzo de 1992-7 de octubre de 2002 retirado)
- Andrzej Dzięga (7 de octubre de 2002-21 de febrero de 2009 nombrado arzobispo de Szczecin-Kamień)
- Krzysztof Nitkiewicz, desde el 13 de junio de 2009